# Heatstroke
Heatstroke è un singolo del DJ britannico Calvin Harris, pubblicato il 31 marzo 2017 come secondo estratto dal quinto album in studio Funk Wav Bounces Vol. 1.
Il singolo ha visto la collaborazione del rapper statunitense Young Thug e dei cantanti statunitensi Pharrell Williams e Ariana Grande.

## Classifiche
| Classifica (2017) | Posizione massima |
| ----------------- | ----------------- |
| Australia         | 23                |
| Austria           | 64                |
| Belgio (Vallonia) | 63                |
| Canada            | 53                |
| Francia           | 107               |
| Germania          | 85                |
| Irlanda           | 33                |
| Italia            | 71                |
| Regno Unito       | 25                |
| Repubblica Ceca   | 62                |
| Slovacchia        | 52                |
| Stati Uniti       | 96                |
| Svezia            | 64                |
| Svizzera          | 40                |